# 織平真緒
織平 真緒（おりひら まお、3月31日 - ）は、日本のタレント、モデル、歌手。大阪府出身。血液型はA型。

## 来歴
- 関西を中心にタレント・モデルとして活動し、心斎橋OPAヴィジョン（大阪府最大の告知力を誇る街頭ヴィジョン）で放映されるCMに起用され注目を浴びる。
- 2015年末からアーティスト活動を開始し、関西を中心にさまざまな場面で、ライブ活動を積極的に行う。自身の曲では作詞をし、高い評価をえる。

## 人物
- 両手の手相が、マスカケ線
- 休日の過ごし方は、ジムに行って愛犬と過ごす
- ネイリスト検定2級、ジェル検定中級
- 子供の頃の夢は、歌手だった（夢を叶えた）
- 趣味は、美容に関すること全般に興味がある

## 出演作品

### TV
- ビーバップハイヒール
- 音楽のチカラ
- ロンドンハーツ

### 新聞
- 朝日新聞（掲載）

### その他
- 一般社団法人パンダリングローズ
- ラボ ウェディングモデル